# 瓜拉勿浪
瓜拉勿浪（又称“瓜拉伯浪”和“瓜拉柏浪”） 是馬來西亞登嘉樓州烏魯登嘉樓县的县府，靠近肯逸湖。1899年在其附近發現登嘉楼銘石，也曾是登嘉樓的首府。